# GO ASEAN (电视频道)
GO ASEAN是全球首个以英语为媒介语的东盟国家旅游频道，介绍了东盟国家里的美丽景点。该频道于2015年6月2日，在马来西亚ASTRO卫星电视的频道737正式开播。